# 阿茲·安薩里
阿茲·伊斯梅爾·安薩里（英語：Aziz Ismail Ansari，1983年2月23日—）或簡稱阿茲·安薩里，美國男演員、喜劇演員、編劇和導演。知名於NBC電視劇《公園與遊憩》（2009年至2015年）中飾演湯姆·哈佛特一角，以及在Netflix電視劇《不才專家》（2015年、2017年和2021年）中擔任創作者、執行製片人、編劇和主演，並也為自己贏得了許多表演和編劇的獎項，包括兩項艾美獎和一項金球獎。在贏得金球獎後，安薩里成為了首位獲得金球獎電視類的亞裔美國演員。
安薩里於2000年中期的紐約大學時期便開始了自己在紐約市的獨角喜劇生涯。2007年至2008年間，他創作並主演了MTV電視喜劇小品《巨人》。之後，又相繼出演了電影《命運好好笑》（2009年）、《購物中心超級警探》（2009年）、《尋找伴郎》（2009年）和《決戰30分》（2011年）。
他的第一本著作《Modern Romance: An Investigation》於2015年6月發行。

## 早年
阿茲·安薩里出生於南卡羅來納州哥倫比亞，並來自印度坦米爾納杜邦的一個坦米爾穆斯林家庭。安薩里主要都在南卡羅來納州本尼茨維爾成長，他在那就讀了萬寶路學院（Marlboro Academy）及南卡羅來納州之科學和數學學院。之後，他在紐約大學的史登商學院主修市場營銷。他的母親法蒂瑪（Fatima）在醫療機構工作，而他的父親舒卡特（Shoukath）則是名胃腸學專家。此外，他的父母也曾在電視劇《不才專家》的第一季和第二季中參演。

## 私生活
安薩里在Twitter上稱自己為「無宗教」，儘管他被父母撫養成穆斯林。
2014年，安薩里與專業廚師寇特妮·麥克布魯姆（Courtney McBroom）開始交往。他自稱是女權主義者，並表示他的女友影響了自己。安薩里也在《不才專家》第一季第七集中安排了「Ladies and Gentlemen（女士和先生們）」一集。在2015年的一次採訪中，他談到了該集對自己的意義，他說：「我覺得有趣的是，這種情況正在發生，但是很多人都沒有意識到，問題是人們不是在談論它，作為一個男人，我學到了一個問題，就是問問女人的問題，聽聽她們說什麼，去找一群女性朋友，詢問她們在工作中經歷性別歧視的時刻。」2016年1月，據報導，安薩里和麥克布魯姆在交往兩年後結束了這段關係。
2018年1月，安薩里在Babe.net的一篇文章中被匿名人士指控性騷擾。安薩里發表了一項聲明，承認自己從事過性行為，但「它通過種種跡象表明這完全自願的。」在《The Atlantic》一篇文章中，社會評論家凱特琳·弗拉納根批評了Babe上的這篇指控文，她寫道：「這故事中描述的臨床細節不是為了證實她的訴說，而是為了傷害和羞辱安薩里。這兩名女性可能毀了安薩里的職業生涯，現在這是懲罰在每一種男性的不當性行為，很古怪且令人失望的。」

## 作品列表

### 電影
| 年份 | 標題                      | 角色           | 附註               |
| ---- | ------------------------- | -------------- | ------------------ |
| 2006 | 《無賴速成班》            | 同學           |                    |
| 2008 | 《搖滾青春夢》            | Aziz           |                    |
| 2009 | 《命運好好笑》            | Randy Springs  |                    |
| 2009 | 《購物中心超級警探》      | Saddamn        |                    |
| 2009 | 《尋找伴郎》              | Eugene         |                    |
| 2010 | 《大明星小跟班》          | Matty Briggs   |                    |
| 2011 | 《決戰30分》              | Chet           |                    |
| 2011 | 《先生你哪位》            | Jay            | 配音               |
| 2012 | 《冰原歷險記4：板塊漂移》 | Squint         | 配音               |
| 2012 | 《Cruel Summer》          |                | 短片               |
| 2013 | 《森林戰士》              | Mub            | 配音               |
| 2013 | 《大明星世界末日》        | 阿茲·安薩里    |                    |
| 2014 | 《我的出櫃好友》          | Marcus         |                    |
| 2014 | 《Food Club》             | Captain Ansari | 短片               |
| 2017 | 《阿普問題》              | 他自己         | 紀錄片             |
| 2022 | 《開心漢堡店》            | Darryl         | 配音               |
| 2025 | 《捍衛天使》              | Arj            | 兼監製、編劇和導演 |

### 電視
| 年份             | 標題                                                           | 角色             | 附註                                          |
| ---------------- | -------------------------------------------------------------- | ---------------- | --------------------------------------------- |
| 2004             | 《Uncle Morty's Dub Shack》                                    | MC Bricklayer    | 單集：〈Didja Listen to My Demo?〉            |
| 2007             | 《痞客二人組》                                                 | Sinjay           | 單集：〈駕車經過〉                            |
| 2007–2008        | 《巨人》                                                       | 各種角色         | 14集；兼創作者、編劇和執行製片人              |
| 2008             | 《乘龍霉婿》                                                   | 太平間的員工     | 單集：〈Pilot〉                               |
| 2009             | 《條子911》                                                    | 保險公司代表     | 3集                                           |
| 2009             | 《醫院狂想曲》                                                 | Ed Dhandapani    | 4集                                           |
| 2009–2015        | 《公園與遊憩》                                                 | 湯姆·哈佛特      | 121集                                         |
| 2010             | 《Intimate Moments for a Sensual Evening》                     | 他自己           | 電視特輯                                      |
| 2010             | 《囧男窘事》                                                   | Gabe             | 單集：〈Nagging Blonde/Tim & the Elephant〉   |
| 2012             | 《Dangerously Delicious》                                      | 他自己           | 電視特輯                                      |
| 2012             | 《反恐也瘋狂》                                                 | The Toucher      | 單集：〈Prairie Dog Companion〉               |
| 2012–2016        | 《開心漢堡店》                                                 | Darryl           | 配音；7集                                     |
| 2013             | 《冒險兄弟》                                                   | Martin           | 配音；單集：〈What Color Is Your Cleansuit?〉 |
| 2013             | 《喜劇大暴走》                                                 | 他自己           | 單集：〈Aziz Ansari Wears A Charcoal Blazer〉 |
| 2013             | 《詹姆斯·法蘭科之吐槽會》                                      | 烘焙師（他自己） | 電視特輯                                      |
| 2013             | 《逃亡之路》                                                   | 住持人           | 單集：〈Aziz Ansari in Hong Kong〉            |
| 2013             | 《阿茲·安薩里：活埋》                                          | 他自己           | 電視特輯                                      |
| 2013             | 《宇宙小奇兵》                                                 | Westley          | 配音；單集：〈The Little Guy〉                |
| 2013             | 《Arcade Fire in Here Comes The Night Time》                   | Li'l Bud         | 電視特輯                                      |
| 2013–2014        | 《Ben 10 全面進化》                                            | Billy Billions   | 配音；2集                                     |
| 2013–2015        | 《聯盟》                                                       | Dr. Hector Rocha | 2集                                           |
| 2013–2015        | 《探險活寶》                                                   | DMO              | 配音；3集                                     |
| 2015             | 《克羅爾秀》                                                   | Sly Dufrense     | 單集：〈Body Bouncers〉                       |
| 2015             | 《拉扎爾上校》                                                 | Goosh            | 配音；單集：〈I'm Gonna Git You Suckoid〉     |
| 2015             | 《阿茲·安薩里：麥迪遜花園廣場現演》                            | 他自己           | 電視特輯                                      |
| 2015、2017、2021 | 《不才專家》                                                   | Dev Shah         | 22集；兼創作者、執行製片人、編劇和導演        |
| 2016             | 《紐約屁民》                                                   | Charles          | 配音；單集：〈Dogs.〉                         |
| 2017             | 《週六夜現場》                                                 | 他自己（主持人） | 單集：〈Aziz Ansari/Big Sean〉                |
| 2018             | 《美食不美》                                                   | 他自己           | 單集：〈Pizza.〉                              |
| 2019             | 《阿齊茲·安薩里：此時此刻》                                    | 他自己           | 電視特輯                                      |
| 2020             | 《馬克·吐溫美國幽默獎》                                        | 他自己           | 電視特輯                                      |
| 2022             | 《阿齊茲·安薩里：夜店笑匠》（Aziz Ansari: Nightclub Comedian） | 他自己           | 電視特輯                                      |

### MV
| 年份 | 藝人               | 歌曲       | 角色   | 附註 |
| ---- | ------------------ | ---------- | ------ | ---- |
| 2011 | Jay Z和肯伊·威斯特 | 〈奧提斯〉 | 他自己 |      |

## 外部連結
- 官方网站
- 阿茲·安薩里在互联网电影资料库（IMDb）上的資料（英文）